# Jacala de Ledezma
Jacala de Ledezma är en kommun i Mexiko.   Den ligger i delstaten Hidalgo, i den sydöstra delen av landet, 170 km norr om huvudstaden Mexico City.
Följande samhällen finns i Jacala de Ledezma:
- Jacala
- San Nicolás
- Cuesta Colorada
- Puerto de Horcones
- Minas Viejas
- Mesa de la Cebada